# 情感标示
情感标示（英语：Affect labeling）是一种内隐的情绪调整策略，可被简单的定义为“将感受以文字的形式表述”。更准确地说，这个理念认为将个人的某些情绪，尤其是消极情绪赋予明确的标签可以减少由这种情绪状态所衍生出的意识体验、生理反应和其它行为。例如，以日记的方式记录负面经历有助于缓解个人的情绪。 其它与情感标示相关的行为还包括心理咨询，向朋友抱怨自己的负面经历，或将其发表于社交媒体，或仅仅是认识到当前处境的可怕之处。

## 历史
很久之前，人们就意识到了谈论和记录自身感受的好处，许多人都有写日记的习惯，而谈话也是心理治疗最初的方法。过去数十年来，许多实验都证明了将个人情感转化为文字的益处。 最近几年，有关情感标示的研究大多专注于证明它在情绪调节方面的作用，但也有一些研究旨在发现它背后的行为与神经机制。这个领域的研究仍处于早期阶段。

## 影响

### 情绪体验
当人们参与情感标示时，相比日常，他们报告了更低水平的情感状态。这种差异不仅体验于受试者对自身情感的评估，还包括那些由外部刺激，例如图像所唤起的情感。

### 自主反应
在执行情感标示后，个人的自主神经系统反应也会减弱。例如，在使用评级量表评估自身的愤怒程度后，受试者的心率和心输出量水平有了下降。 研究结果还显示出，在对厌恶刺激执行情感标示后，受试者在将来的类似刺激中会表现出更低的皮肤电导率，这或许表明情感标示能对自主神经系统造成长期影响。

## 神经科学研究
研究者发现，相比其它情绪刺激行为，情感标示可以带来更多的腹外侧前额叶皮层（vIPFC）活动，并降低杏仁核的活动。对脑损伤患者的研究也证明了 vIPFC 在情感标示时的活动变化。右侧vIPFC损伤的患者更难以识别电影中人物的情绪状态。这或许表明情感标示就发生在大脑中的 vIPFC 区域。 另外，一项元分析也显示出在情绪刺激时，杏仁核的活动增强，但当受试者被要求鉴别分析情绪，而非仅仅被动的观察刺激时，杏仁核的活动强度降低了。
一个结合了上述观察的理论认为，情感标示时腹外侧前额叶皮层的活动通过某种方式降低了杏仁核的活动强度。这个理论受到了一些研究结果的支持，这些研究发现当进行情感标示时，大脑两个区域之间存在负连接（当一处活动增强，另一处活动降低）。另外，研究者使用确定性因果模型也得出了同样的结论，即 vIPFC 活动的增强会带来杏仁核活动的降低。

## 与情绪重估的比较
情绪重估是一种情绪调节策略，它为情绪刺激重新作出一个新的，通常是更加积极的阐释，借此来减少这个刺激为个体带来的影响。例如，有些人会将考试成绩不理想阐释为一种学习的过程，认为自己可以从这个结果中获得某些有用的东西，而非一直沉湎于消极情绪之中。由于情感标签与情绪重估一样，都是一种情绪调节策略，所以有些研究者会从有关情绪重估的文献中汲取见解。
情感标签与情绪重估最显著的不同在于主体的认识，情感标签通常是无意识发生的，这与有意作出的情绪重估相反。研究显示，当个体期望借助情绪重估来降低自身心理压力时，他往往会产生对情感标签的相反意见，他会认为说出或记录这些情绪会增加自己的压抑感。事实上，尽管情绪重估可以更有效率的降低负面情绪，但两种策略都是减少负面情绪的有效方法。
受情绪重估影响较大的个体也更容易受到情感标签的影响，这或许表明两者背后是相同的机制。
在神经特征层面，情绪重估与情感标签也有类似的表现。与情感标签一样，情绪重估也造成了腹外侧前额叶皮层活动的增强，并且抑制了杏仁核的活动强度。但是，与情感标签不同之处在于，研究者发现情绪重估同时也增加了前扣带皮层、运动辅助区和背外侧前额叶的活动。

## 应用

### 社交媒体
在社交媒体（例如推特）上发布自己的情绪感受属于一种情感标示行为。一项研究分析了 74,487 条包含情感状态（以“我感觉...”开头）的推文，研究者以情感标示的发生时间将这些推文分为“情感标示前”与“情感标示后”两个类别。研究人员发现，在情感标示前，推文的情绪状态处于上升的趋势，这种趋势在接近情感标示时达到最高。而在情感标示之后，后续推文的情绪状态迅速回落，重新恢复到基准水平以下。这个研究结果支持了情感标示在现实生活情绪方面的调节作用，并表明社交媒体使用者可能在不知不觉中一直在进行情感标示。

### 心理健康
一些心理工作者已经将情感标示作为一种临床治疗的手段，它与暴露疗法一起被用于治疗恐惧症、焦虑症和其它一些心理障碍。
一项研究发现，有公众演讲焦虑的受试者可以借助事先准备好的心理描述词语，将这些词语与演讲前的自身感受相匹配，从而显著的减少焦虑，焦虑的程度是由受试者的一些生理指标（例如心率）所量化的。这些结果表明，情感标示与暴露疗法的结合要优于仅仅使用暴露疗法。值得注意的是，受试者报告的主观焦虑程度并未受情感标示的影响，但他们的生理指标显示出了焦虑程度的降低。
另一项针对蜘蛛恐惧症的研究也显示了类似的结果。研究者将捕鸟蛛置于实验参与者身边持续两天，同时监测受试者的情绪状态。相比于重估、注意转移、条件控制等方法，研究发现情感标示方法下的受试者显示出更低的皮电活动，尽管受试者的主观恐惧报告并无差异。
尽管这些初步的证据都表明了情感标示在心理治疗方面的价值，但研究人员也承认，仍然需要进行更多的临床实验，以探索情感标示与其它疗法的结合，然后才能将其更安全的应用于临床实践。